# Chapelle Chigi
Pour les articles homonymes, voir Chigi.
La Chapelle Chigi est l'une des six chapelles de l'Église Santa Maria del Popolo, située sur la Piazza del Popolo à Rome.

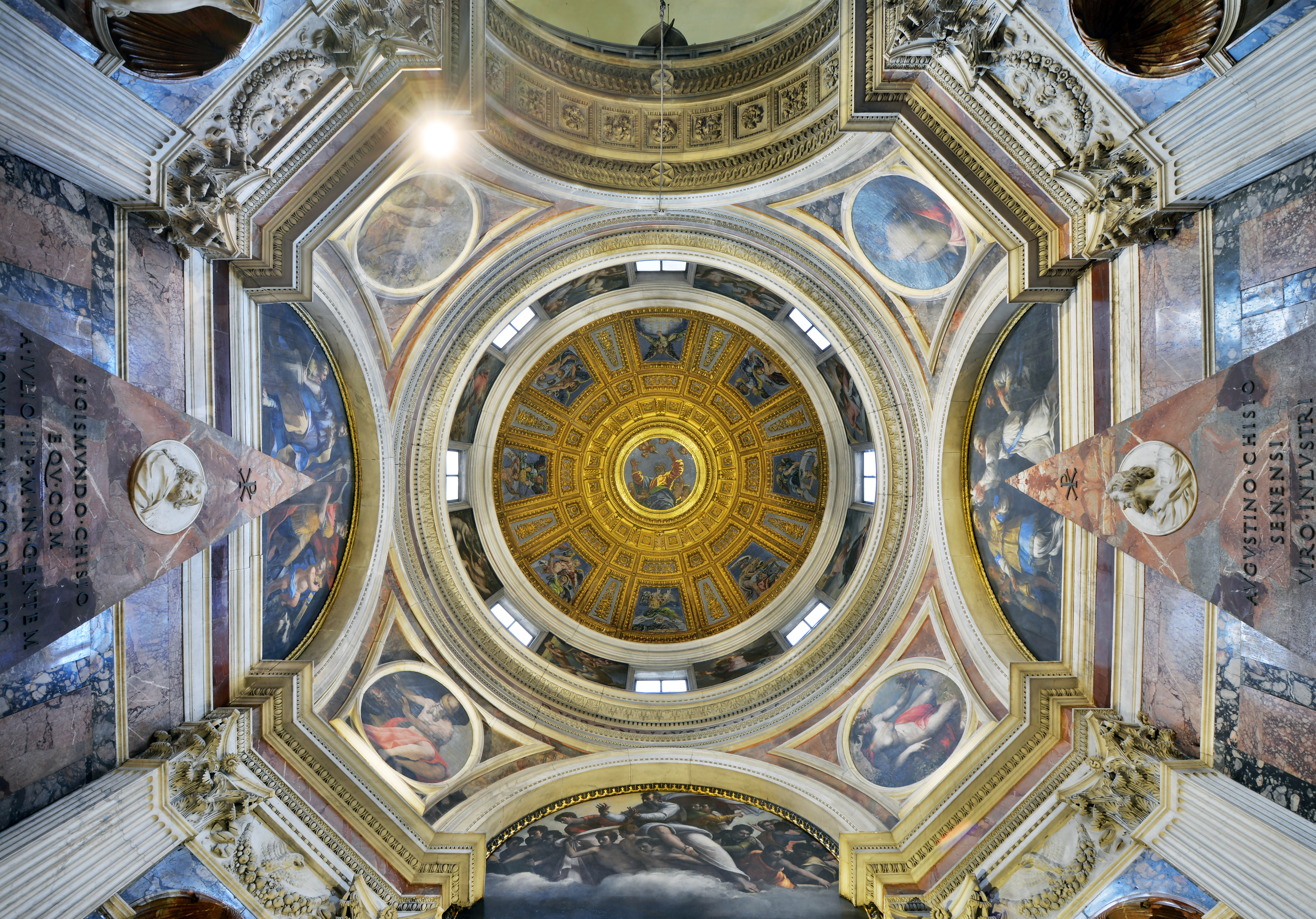
Dôme vu de l'intérieur.

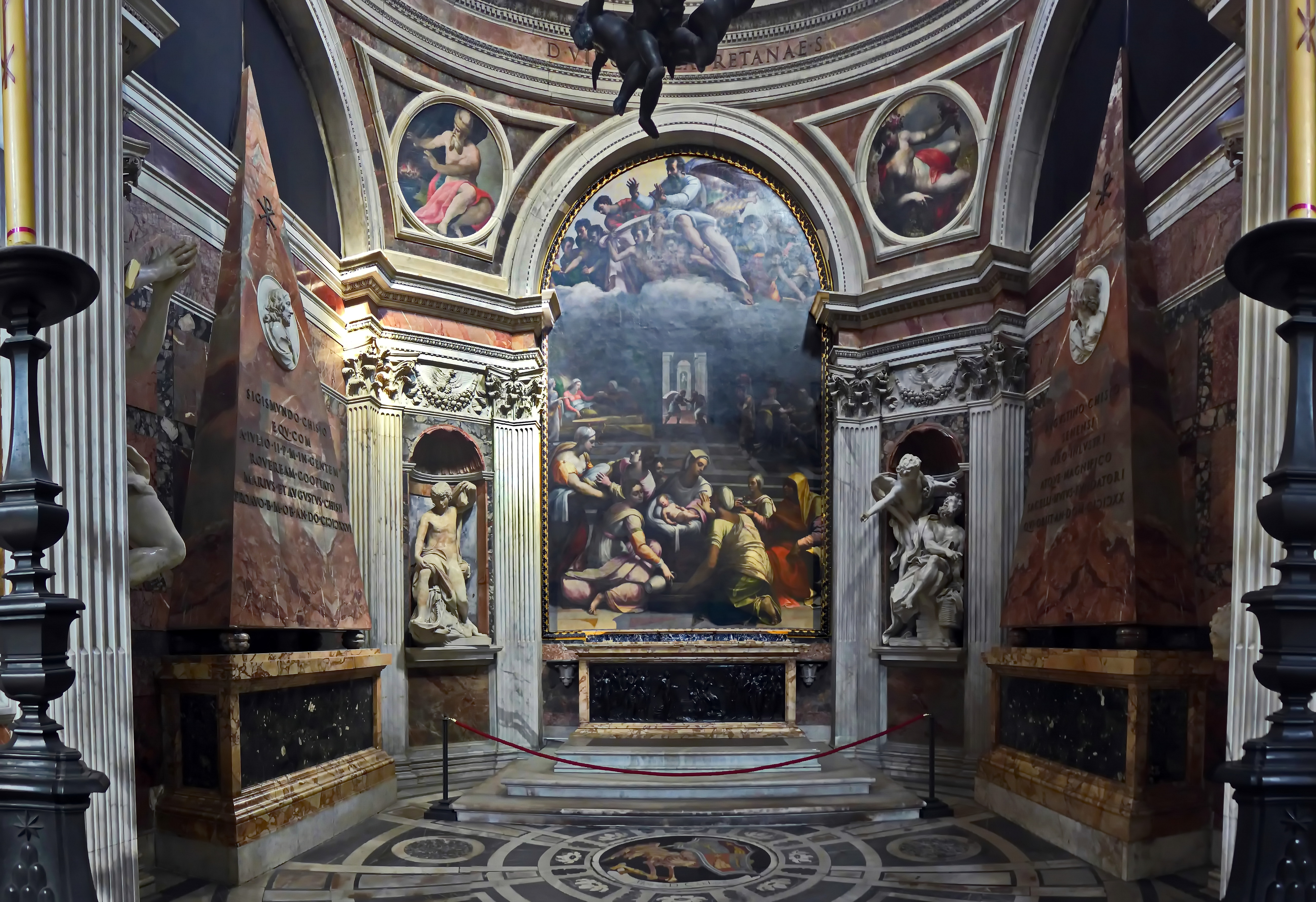
Vue panoramique de l'intérieur de la chapelle.

Cette chapelle, seconde sur le côté gauche de la nef, a été conçue par Raphaël comme une chapelle privée pour son ami et mécène, le banquier siennois Agostino Chigi, puis complétée par Gian Lorenzo Bernini (Le Bernin) plus d'un siècle après la mort de Raphaël en 1520. Le commanditaire du Bernin est Fabio Chigi, qui devient le pape Alexandre VII en 1655.

## Histoire
Agostino Chigi, banquier papal d'origine siennoise, charge Raphaël de construire une nouvelle chapelle pour sa famille, après que l'artiste a déjà travaillé pour lui dans la villa Farnesina. Raphaël conçoit l'architecture au plan centré et réalise les cartons pour les mosaïques du dôme.
Les travaux commencent en 1513-1514 avec Lorenzo Lotti et sont achevés par Le Bernin seulement en 1652-1656, pour le compte du cardinal Fabio Chigi.

## Description et style

### Architecture
Raphaël crée un petit ensemble sur un plan centré inspiré de Bramante, nu à l'extérieur et riche en sculptures et peintures à l'intérieur. C'est un cube surmonté d'un dôme hémisphérique, reposant sur un tambour assez haut d'où la lumière pénètre par des ouvertures.
L'accès à la chapelle se fait par un arc ouvert sur la nef latérale de la basilique Santa Maria del Popolo ; l'intérieur est un espace simple, marqué par trois arcs aveugles qui complètent, avec celui de l'entrée, le schéma carré, et est enrichi par des niches destinées à accueillir des sculptures et des peintures, ainsi que les tombes d'Agostino Chigi et d'autres membres de la famille, caractérisées par une forme pyramidale, peut-être dérivée de l'architecture funéraire classique.
L'architecture fait pleinement partie des recherches alors en cours à Rome autour de la basilique Saint-Pierre, à tel point qu'une petite version de la croix imposée par Bramante est visible dans la chapelle. Comme à Saint-Pierre, le diamètre du dôme est supérieur à la largeur des arcs porteurs qui forment le plan carré aux angles arrondis et qui supportent donc le dôme sur  des pendentifs trapézoïdaux, qui sont l'une des caractéristiques de la structure de Bramante.
Cependant, une nouvelle conception de l'espace caractérise ce qui est le seul édifice religieux de Raphaël, qui a été conservé dans sa forme originale : contrairement aux bâtiments de Bramante, dans la chapelle, le spectateur doit regarder de plusieurs points de vue pour en saisir toute la splendeur, devant pénétrer dans l'espace plutôt que de se tenir devant.

### Décoration de la coupole

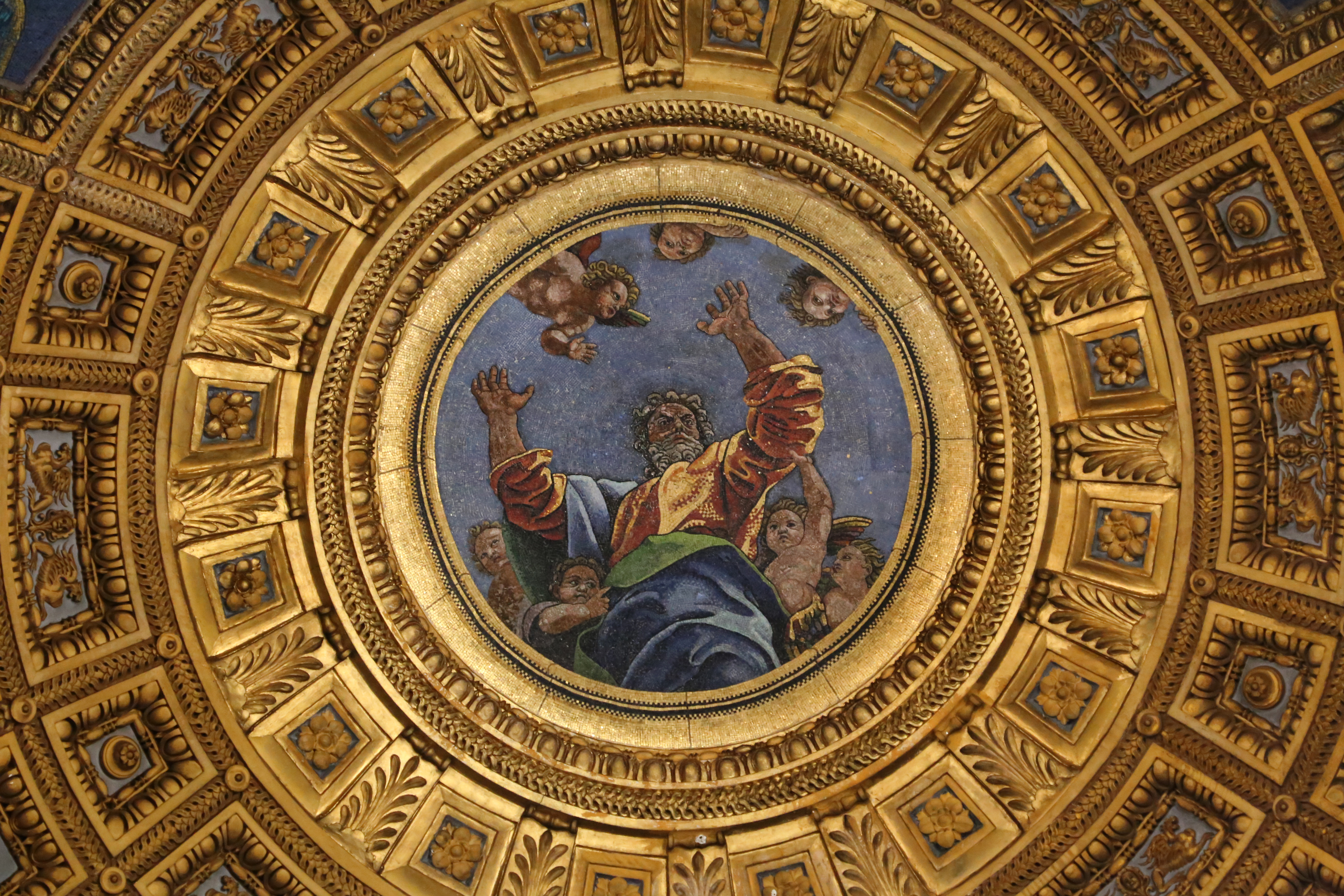
Luigi da Pace, Raphaël, mosaïque du dôme.

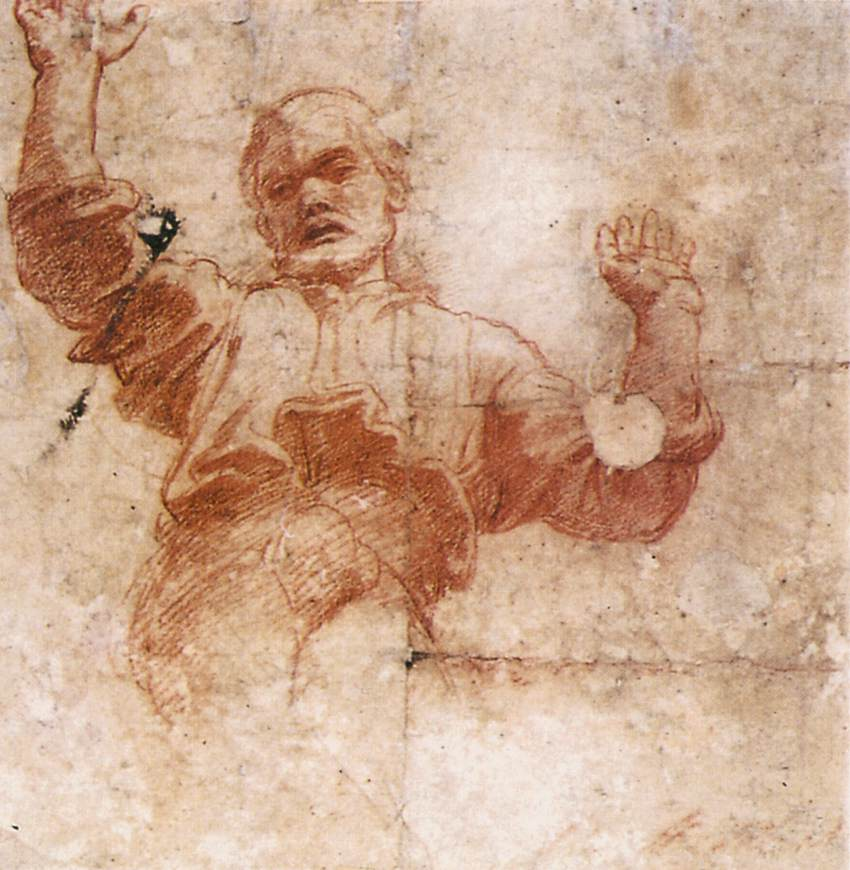
Raphaël, étude pour la mosaïque du dôme.

L'intérieur de la coupole est décoré de caissons dorés et de mosaïques réalisés sur un dessin de Raphaël lui-même, avec un œil ouvert illusionniste, comme au Panthéon, par lequel on voit Dieu le père accompagné et soutenu par des putti ; c'est une variante de la coupole ouverte inventée par Andrea Mantegna plus de quarante ans auparavant à Mantoue pour La Chambre des Époux.
Au centre, La Création du monde avec Dieu le père au centre de l'oculus (qui dans un raccourci efficace et dans un geste impétueux, inspiré de Michel-Ange, semble donner lieu au mouvement de tout l'univers en contrebas), entouré dans huit panneaux d'images allégoriques du Soleil, de la Lune, des cinq planètes connues et des étoiles fixes, représentées comme des divinités païennes représentées en demi-buste, chacune guidée par un ange qui, selon un concept dantesque repris par les néo-platoniciens, représente son ordre moteur qui limite sa puissance en dirigeant sa course. Dans les caissons, des scènes figurent les signes du zodiaque et les maisons astrologiques : Dieu le Père, créateur du ciel et de la terre, préside à l'horoscope de Chigi et reçoit l'âme qui a accompli son cycle terrestre.
Ces mosaïques sont réalisées par le Vénitien Luigi de Pace en 1516. Les dessins originaux sont perdus, mais certains dessins préparatoires sont conservés (à Oxford et Lille) qui confirment l'originalité de l'œuvre, optimisée pour une vue de dessous (sotto in su).
Francesco Salviati a réalisé les fresques entre les fenêtres avec des Scènes de la création et du péché original (vers 1550) ; il a également peint le tondo dans les pendentifs avec les Saisons.

### Partie inférieure

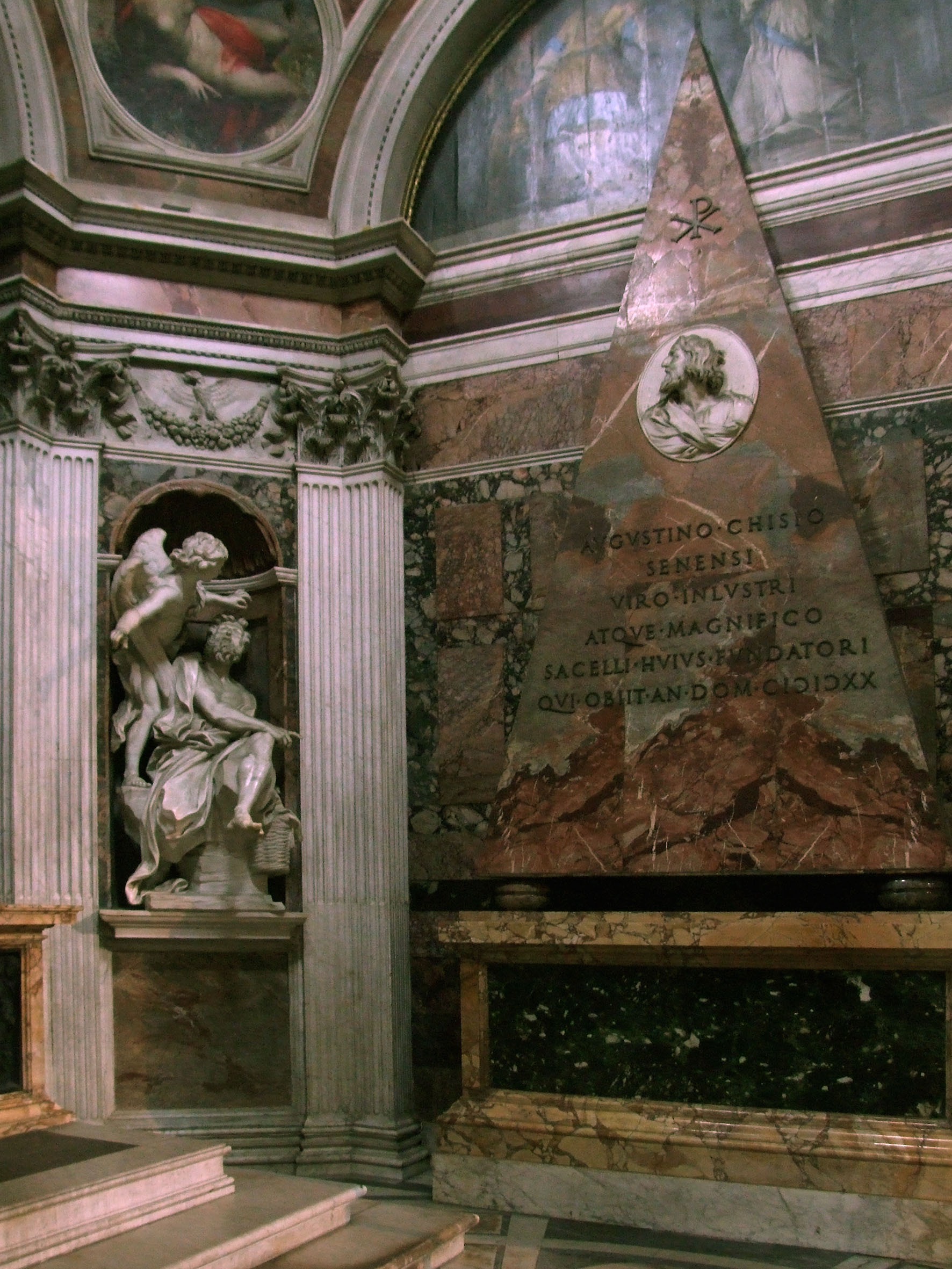
Habacuc et l’Ange du Bernin.

La Naissance de la Vierge de Sebastiano del Piombo et Francesco Salviati, peinte à l'huile sur des blocs de pépérin, avec une façade en bronze en bas-relief de Lorenzo Lotti (Jésus et la Samaritaine) est disposée sur l'autel.
Tout autour, les tombes des Chigi alternent avec des niches décorées de sculptures :
1. Habacuc et l'ange du Bernin, 1656-1661, à gauche de l'autel,
2. Jonas sortant de la baleine de Lorenzo Lotti, à partir d'un dessin de Raphaël, 1520, à droite de l'autel,
3. Daniel et le Lion, du Bernin, 1655-57,
4. Elia, de Lorenzo Lotti, complétée par Raffaello da Montelupo, vers 1540.

Les tombes en forme de pyramide, symbole de l'éternité, d'Agostino Chigi et de son frère Sigismondo Chigi sont disposées le long des murs. Elles ont été conçues par Raphaël, mais modifiés par les médaillons de marbre du Bernin.
Des peintures de Francesco Vanni figurent dans les lunettes.

### Pavement

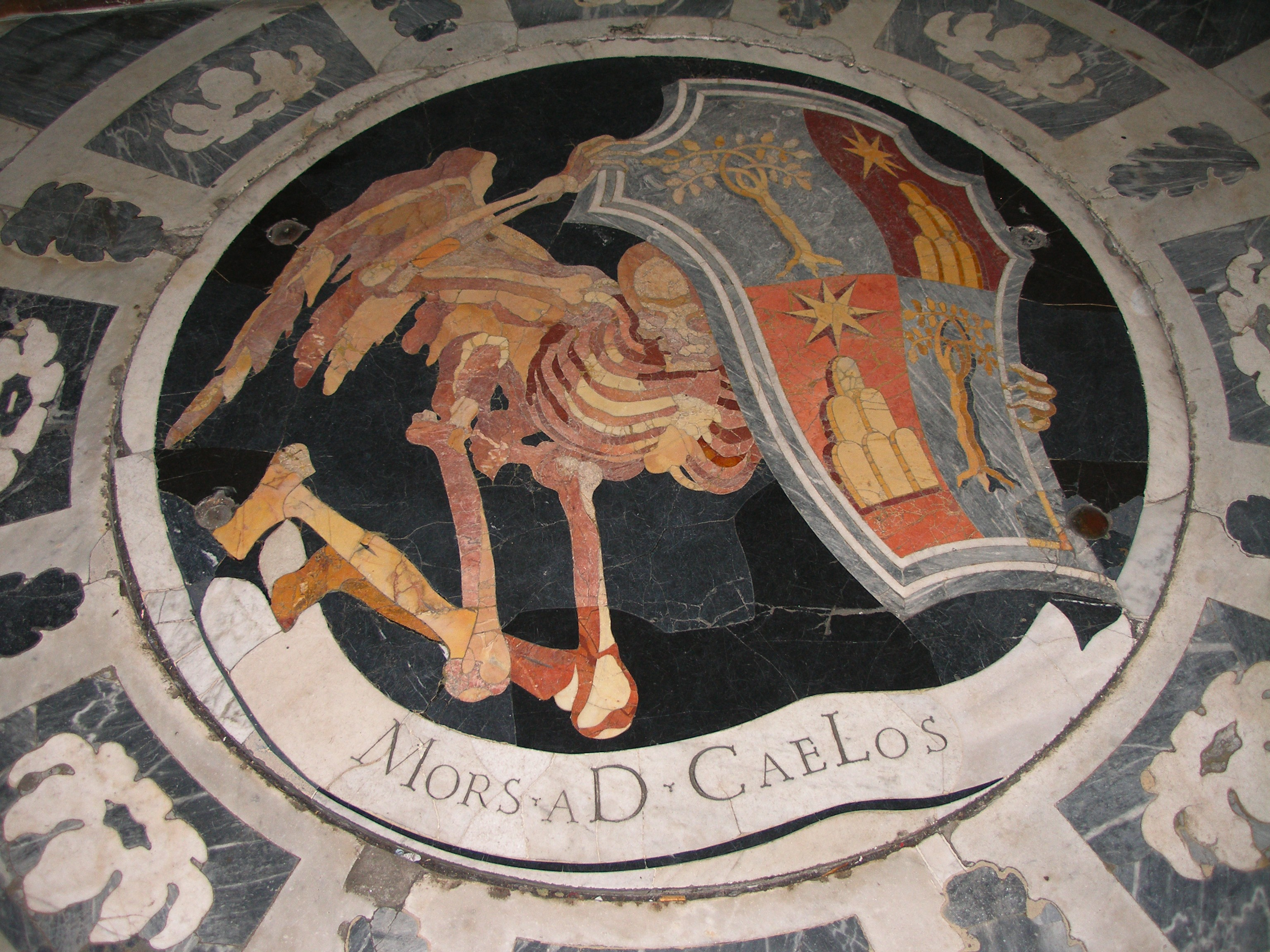
Mors aD CaeLos.

Le sol en mosaïque a en son centre la tombe de Fabio Chigi avec une mosaïque portant l'inscription Mors aD CaeLos, incrustation basée sur un dessin du Bernin. Les majuscules dans la citation font également référence à la date de réalisation en chiffres romains : MDCL = 1650. La signification de Mors ad caelos, placé sur l'hypogée, aussi appelé Morte alata (« Trou du diable »), renvoie à la terminologie scolastique citée par Jacopone da Todi et par Augustin d'Hippone. Femme de grande valeur pour retourner bas / ne perd pas sa valeur (cf. Augustine, Scala paradisi, XI, 7) et en particulier au Psaume 106, 26 : Ascendunt usque ad caelos, et descendunt usque ad abyssos; anima eorum in malis tabescebat [« Ils montèrent au ciel, descendirent dans l'abîme »].

### Meubles

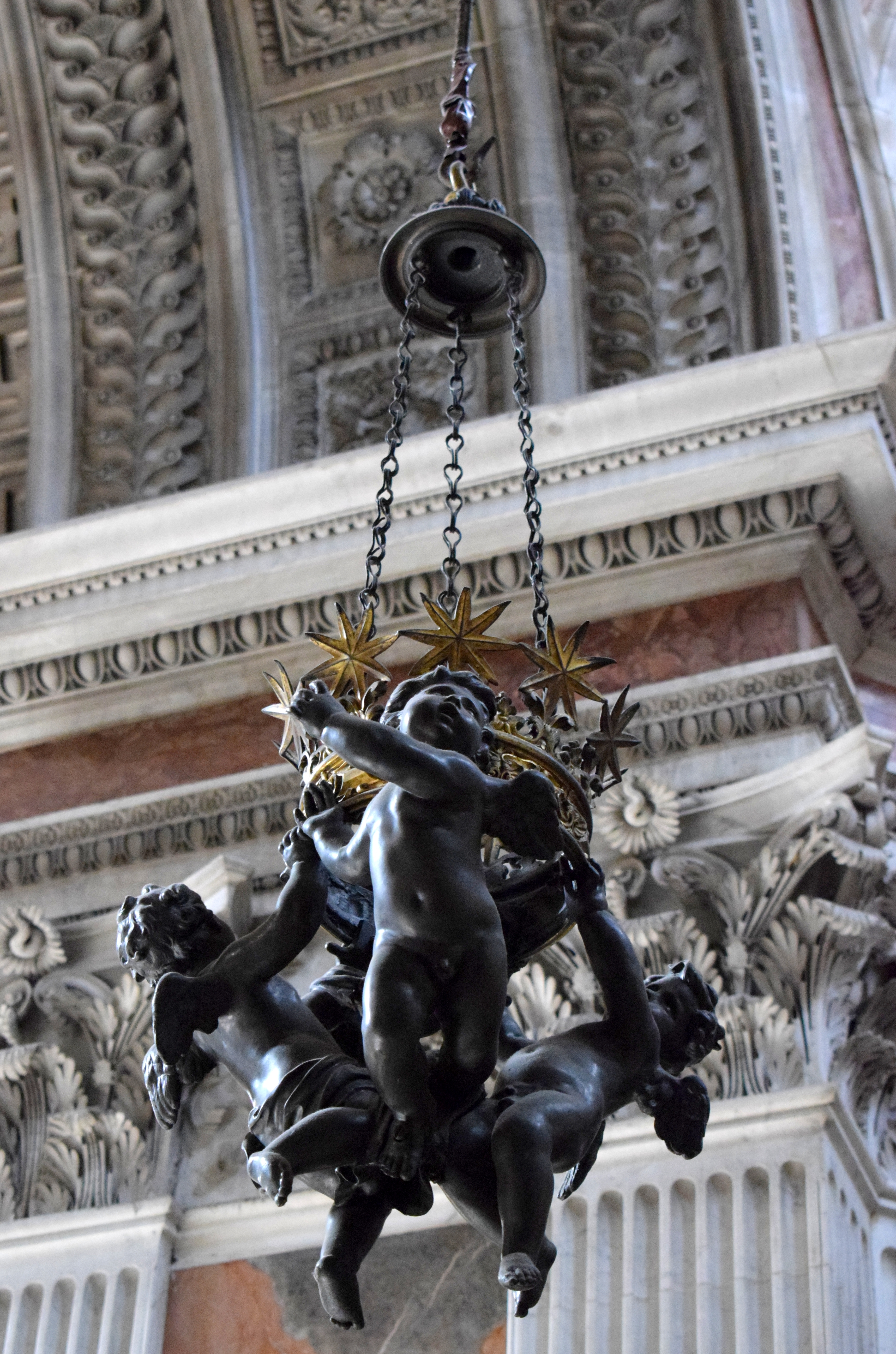
Lampe de Francucci.

Il n'y a pratiquement pas de mobilier présent dans la chapelle actuellement, à l'exception d'une précieuse lampe votive en bronze, formée d'une couronne dorée ornée des huit étoiles des Chigi et soutenue par des angelots volants. Le modèle est une référence symbolique à la couronne de la Vierge, patronne de la chapelle et de la famille Chigi. La lampe a été conçue par Le Bernin lui-même. Dans son journal, le pape confirme la paternité du grand sculpteur. Le 16 juillet 1657, en effet, il écrit : « Hier, nous avons vu la lampe en bronze fabriquée par Bernini pour la chapelle du Peuple ». La lampe a été modelée par Peter Verpoorten, l'assistant flamand du Bernin, moulée par Francuccio Francucci et dorée par Francesco Perone. Philippe Baldinucci rapporte dans sa Vie que Le Bernin « avait l'habitude de mettre autant d'étude et d'application dans la conception d'une lampe à huile qu'il le faisait pour concevoir un bâtiment très noble ». Une lampe similaire a été fabriquée pour la chapelle Cybo, et une autre copie a été faite en 1885 pour le Palazzo Chigi à Ariccia. D'autres moulages de la lampe sont également connus.
Deux chandeliers monumentaux en bronze de 1,5 m de haut avec des symboles associés aux Chigi sont installés à l'entrée ; ils étaient allumés pendant la célébration de la messe. Les bougeoirs sont placés sur des plinthes en bois peintes. Un dessin d'un disciple du Bernin dans la Royal Collection, daté entre 1655 et 1665, montre un objet similaire, bien que ce dessin ait pu être fait pour les bougeoirs d'autel de la basilique Saint-Pierre. L'autel est flanqué de deux jardinières murales en marbre blanc décorées de feuilles de palmier.
Fabio Chigi a fourni à l'origine d'autres meubles ecclésiastiques pour la chapelle familiale restaurée. Six candélabres en bronze doré étaient placés sur la table d'autel, dont la forme et le nombre évoquaient les six montagnes des armoiries de Chigi, variantes de celles conçues par Le Bernin pour l'autel de Saint-Pierre. Elles étaient accompagnées d'une cartagloria (it) en bois doré et d'un crucifix-tabernacle en bronze. Un ensemble similaire a été réalisé par Le Bernin pour l'église Santa Maria Assunta d'Ariccia. Ces pièces liturgiques faisaient toujours partie de l'inventaire en 1720.
Fabio Chigi a accordé à la chapelle huit reliquaires en 1654 et 1656, contenant les ossements de divers saints. Les deux groupes de petites pyramides de cristal sont conservés dans le trésor de la basilique. La forme pyramidale semble être un hommage aux tombes pyramidales de la chapelle.

## Postérité
La chapelle est mentionnée à la fois dans le roman Anges et démons de Dan Brown, et dans le film du même nom. Un épisode a pour cadre la chapelle Chigi où la sculpture Habacuc et l'Ange est un des quatre « signes » menant au Temple de l'Illumination, repaire des Illuminati près d'une ancienne cellule du Château Saint-Ange.

## Sources
- (en) Cet article est partiellement ou en totalité issu de l’article de Wikipédia en anglais intitulé « Chigi Chapel » (voir la liste des auteurs).

- (it) Cet article est partiellement ou en totalité issu de l’article de Wikipédia en italien intitulé « Cappella Chigi » (voir la liste des auteurs).